# مستجذرة الصين الوسطى
مستجذرة الصين الوسطى (الاسم العلمي: Rhizobium mesosinicum) هي نوع من البكتيريا يتبع جنس المستجذرة من فصيلة المستجذرات.